# 15837 Маріовалорі
15837 Маріовалорі (15837 Mariovalori) — астероїд головного поясу, відкритий 25 лютого 1995 року.
Тіссеранів параметр щодо Юпітера — 3,216.